# Pot'onggang-guyŏk
Pot'onggang-guyŏk é uma das 19 regiões administrativas de Pyongyang, capital da Coreia do Norte.